# Чезареи Леони, Франческо
Франческо Чезареи Леони (итал. Francesco Cesarei Leoni; 1 января 1757, Перуджа, Папская область — 25 июля 1830, Ези, Папская область) — итальянский куриальный кардинал, доктор обоих прав. Декан Трибунала Священной Римской Роты с 9 августа 1802 по 28 июля 1817. Епископ-архиепископ Йези с 28 июля 1817 по 25 июля 1830. Кардинал in pectore с 8 марта 1816 по 28 июля 1817. Кардинал-священник с 28 июля 1817, с титулом церкви Санта-Мария-дель-Пополо  с 1 октября 1817 по 25 июля 1830.  